# Питерс, Гэри (политик)
Гэри Чарльз Питерс (англ. Gary Charles Peters; род. 1 декабря 1958) — американский юрист, политик и бывший военный, занимающий пост младшего сенатора США от штата Мичиган с 2015 г. Член Демократической партии, он был представителем США на 14-м созыве избирательного округа Мичигана, который включает в себя восточную половину Детройта, Гросс-Пойнт, Хамтрамк, Саутфилд и Понтиак с 2013 по 2015 год. Он представлял 9-й избирательный округ Мичигана с 2009 по 2013 год.

## Биография
В 1980 году окончил колледж в Элме (Мичиган) со степенью бакалавра искусств, в 1984 году получил степень магистра делового администрирования в Детройтском университете сестёр милосердия. В 1989 году окончил Университет Уэйна со степенью доктора юстиции (J.D.), а в 2007 году — Университет штата Мичиган со степенью магистра искусств в философии.
В 1993—2000 и 2001—2005 годах состоял в резерве Военно-морских сил США, получил звание лейтенант-коммандер (аналог звания капитан 3-го ранга в советском и российском флоте). Нёс службу в зоне Персидского залива в рамках операции «Южная вахта» (Operation Southern Watch) и уволился в запас, но после терактов 11 сентября 2001 года вернулся на службу в резерве ВМС.
В 1980—1989 годах являлся помощником вице-президента Merrill Lynch, в 1989—2003 годах — вице-президентом компании Paine Webber, которую в этот период приобрёл швейцарский банк UBS.
Работал в Корпорации регулирования финансового рынка (FINRA), в Оклендском университете и в Университете Уэйна. Преподавал в Центральном Мичиганском университете.
В 1991—1993 годах состоял в городском совете Рочестер Хиллз.
В 1995—2002 годах Гэри Питерс состоял в Сенате штата Мичиган. В 2002 году предпринимал неудачную попытку избрания на должность генерального прокурора штата.
В 2003 году был руководителем бюро инвестиций штата Мичиган, в 2003—2007 годах — член комиссии лотереи штата Мичиган.
В 2008 году избран от Демократической партии в Палату представителей США 111-го созыва и дважды переизбирался, сохраняя депутатское кресло с 3 января 2009 по 3 января 2015 года.
В 2014 году Гэри Питерс вступил в борьбу за пост сенатора США от Мичигана, освобождавшийся в связи с уходом в отставку его обладателя — демократа Карла Левина. Основным соперником Питерса стала бывший государственный секретарь Мичигана республиканка Терри Линн Лэнд. В ходе избирательной кампании республиканцы отменили заказы на телевизионную рекламу, на которую истратили около 1 млн долларов, из-за крайне неудачного выступления своей кандидатки, а Питерс стал единственным кандидатом демократов в Сенат, который в ходе кампании появлялся с непопулярным к тому времени президентом Бараком Обамой.

## Сенат штата Мичиган
Питерс работал в городском совете Рочестер-Хиллз с 1991 по 1993 год.

### Выборы
После неудачной попытки в 1990 году Питерс в ноябре 1994 года был избран в Сенат штата Мичиган, чтобы представлять 14-й округ округа Окленд. Он был переизбран в 1998 году и служил до 2002 года, а затем ушел в отставку из-за ограничений штата. Пbтерса сменила в 14-м округе Джильда Джейкобс.

### Стаж
14-й округ — один из самых разнообразных округов Сената штата, в котором представлены почти все расовые, этнические и религиозные группы Мичигана. Расположенный в юго-восточном округе Окленд, он включает города Понтиак, Блумфилд-Хиллз, Саутфилд и Оук-Парк.
Демократы выбрали Питерса председателем партийной фракции. Он также был членом Комиссии по пересмотру законодательства штата Мичиган и работал в Комиссии по вынесению приговоров штата Мичиган. И Палата представителей штата Мичиган, и Сенат приняли законопроект, инициированный Питерсом, который запрещал любые новые скважины под государственными водами Великих озер, за исключением случаев чрезвычайной ситуации в области энергетики. Законопроект был принят без подписи губернатора Джона Энглера.

### Задания комитета
Питерс занимал пост заместителя председателя сенатского комитета по финансам, образованию, судебной власти и экономическому развитию. Он также был членом Комитета по природным ресурсам и психическому здоровью и социальным услугам.
В сентябре 2023 года посетил Лачинский коридор.

## Палата представителей США

### Выборы

#### 2008
7 августа 2007 года Петерс положил конец месяцам слухов, официально объявив, что будет баллотироваться против конгрессмена — республиканца Джо Нолленберга, занимавшего восемь сроков, в 9-м округе, в который входил почти весь округ Окленд. Питерс ушел с поста уполномоченного по государственной лотерее, чтобы посвятить всю свою энергию кампании.
Кнолленберг считался уязвимым из-за усиливающейся демократической тенденции в том, что когда-то было классическим оплотом пригородного консерватизма. Противники Нолленберга в 2002 и 2004 годах показали значительно более низкие результаты, чем у демократов в округе, но в 2006 году он был почти побежден Нэнси Скиннер, бывшей ведущей ток-шоу на радио, которая практически не тратила денег — республиканец был ближе всего к тому, чтобы потерять лидерство в районе почти за полвека. Это привело к тому, что Комитет по кампании демократов в Конгрессе нацелил Нолленберга на поражение.
В 2002 году на выборах генерального прокурора штата Питерс показал результаты на уровне или выше базы демократов в 72 процентах избирательных участков 9-го округа. В своей кампании в Сенат штата в 1998 году он показал результаты на уровне или выше на 99 процентах избирательных участков.
Питерс выиграл выборы 4 ноября, набрав 33 524 голоса, набрав 52 процента голосов против 43 процентов у Нолленберга. Барак Обама опередил округ Окленд на 15 очков; примерно две трети округа Окленд находились на 9-м месте. Питерс был четвертым человеком и первым демократом, представляющим район с момента его создания в 1933 году (ранее он был 17-м районом с 1933 по 1953 год, 18-го с 1953 по 1973 год, 197-го с 1973 по 1983 год, 18-го с 1983 по 1993 год, 11 с 1993 по 2003 год, и стал 9-м в 2003 году)

#### 2010
В ноябре 2010 года Питерс победил республиканца Эндрю «Рокки» Рачковски, либертарианца Адама Гудмана, независимого Боба Грея, независимого Мэтью Куофи и Грина Дугласа Кэмпбелла.

#### 2012
Из-за сокращения населения штата, как показала Федеральная перепись 2010 года, Мичиган потерял один избирательный округ. В результате последующего перераспределения мест в домах большая часть 9-го округа Петерса, включая его дом в Блумфилд-Хиллз, была объединена с 12-м округом, представленным товарищем-демократом Сандером Левином. Новый район сохранил районный номер Петерса (9-й), но географически был больше районом Левина.
В сентябре 2011 года Петерс решил баллотироваться от недавно измененного 14-го округа. Район ранее был 13-м округом, представленным демократом-первокурсником Хансеном Кларком. Перерисованный округ расположен в Детройте, но содержит большую часть старого округа Сената штата Питерса и части его старого избирательного округа Конгресса. Действительно, Питерс в то или иное время представлял большую часть округа Окленд. Из-за сокращения населения Детройта было невозможно держать район исключительно в пределах округа Уэйн.
На предварительных выборах Демократической партии в августе 2012 года Питерс победил Кларка, который решил последовать за большинством своих избирателей в реконфигурированный 14-й, хотя его дом был втянут в реконфигурированный 13-й (старый 14-й), и мэра Саутфилда Бренду Лоуренс. 14-й округ был в значительной степени демократическим, 58-процентным черным большинством округа, и Петерс в ноябре получил подавляющее большинство голосов. Как и ожидалось, на всеобщих выборах он победил республиканца Джона Хоулера, набрав 82 процента голосов. Он был первым белым конгрессменом, представлявшим значительную часть Детройта с 1993 года.